# 橙乃真希
橙乃真希（日语：、1973年8月25日—）是日本男性小說家，東京都出身，本名梅津大輔。當初取筆名時，桝田省治曾建議「橙」唸成（dai-dai）重複加強印象，最後還是採一般讀音。

## 人物
約從2000年開始在網路發表文章；2009年9月至11月，在2ch留言板投稿連載小說《魔王勇者》，末尾署名「Marmalade」並以（Marmalade sandwich）名義彙整起來，2010年受到遊戲設計師桝田省治賞識而付梓，正式出道。作者本人亦於2011年4月在東京都葛飾区住家成立版權管理公司。
2015年4月13日，日本媒體報導東京國稅局向東京地檢告發其自公司成立至2014年3月期間契約所得的版稅、演講等收入約1億2千萬日圓未申報，當中約1億日圓進公司帳戶，涉嫌違法逃漏稅約3千萬日圓。梅津最初對NHK採訪表示已補完稅、不予置評，後發佈聲明向讀者及相關人等道歉。同年12月10日，檢方認定其意圖漏報而提起公訴。2016年4月26日，東京地裁以橙乃雖有稅務顧問告知卻明顯惡意漏報，逃稅3060萬日圓；念其坦承不諱有所反省，判處10個月徒刑、緩刑3年，版權管理公司則裁罰700萬日圓。

## 作品

### 輕小說
- 魔王勇者（まおゆう魔王勇者）
- 记录的地平线（ログ・ホライズン）

### 漫画原作
- 課後小館（日语：放課後のトラットリア）

## 外部連結
- http://tounomamare.com/ （页面存档备份，存于）
- 的X（前Twitter）
- 的pixiv
- m2lade JAM （页面存档备份，存于）